# Thẻ khai nhập cảnh

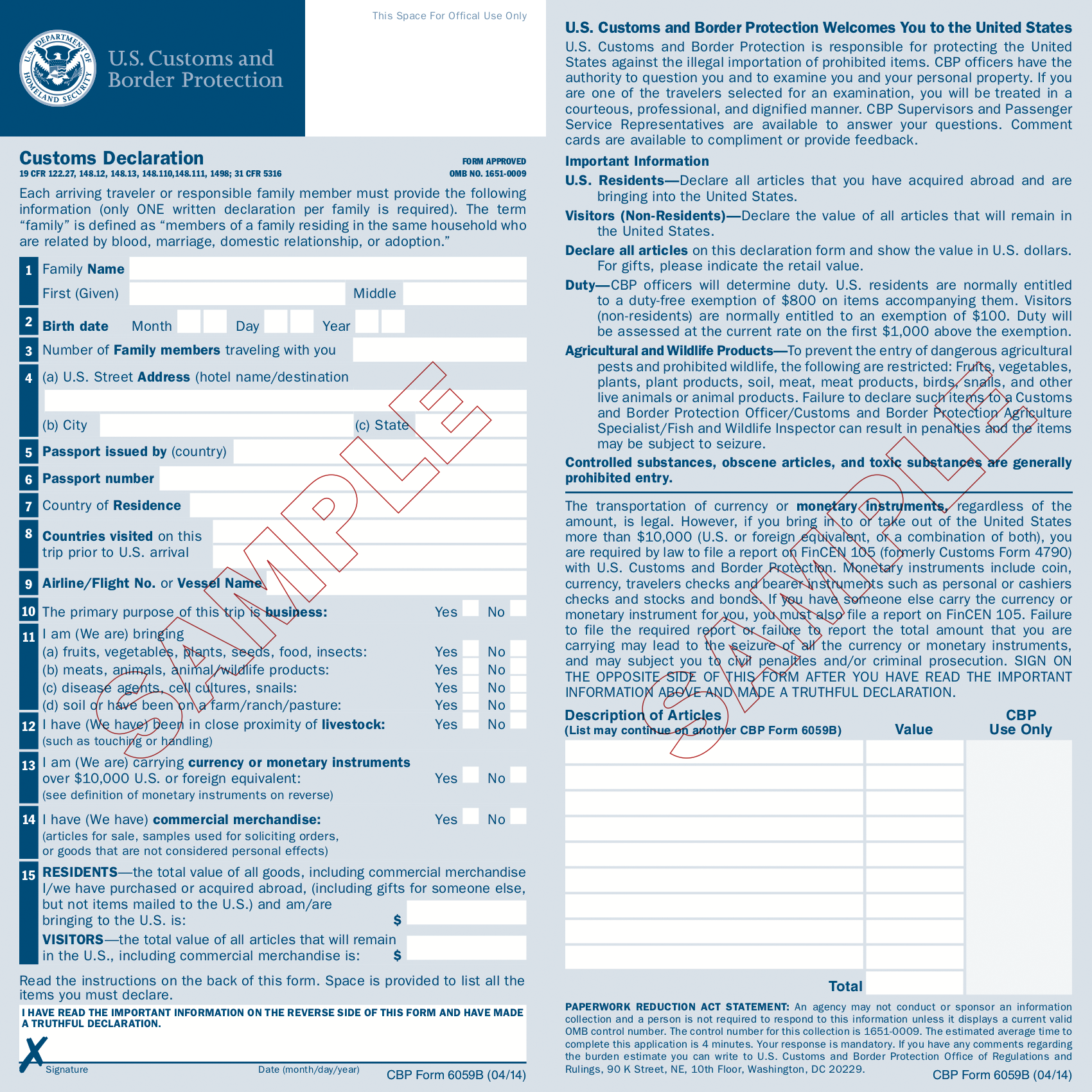
Cảnh sát hải quan và bảo vệ biên giới mẫu 6059B (thẻ khai nhập cảnh)

Thẻ khai nhập cảnh là một giấy tờ pháp lý được sử dụng cho việc nhập cảnh tại nhiều quốc gia để có được thông tin của hành khách đến nhưng không được cung cấp bởi hộ chiếu (ví dụ như sức khỏe, tiền án, nơi dự tính đến, mục đích nhập cảnh,...) và cung cấp hồ sơ về việc nhập cảnh của một người vào quốc gia đó.  
Thẻ còn có thể cung cấp thông tin về sức khỏe và yêu cầu đặc điểm nhận dạng dành cho người không phải công dân nước đó. Một vài quốc gia yêu cầu thẻ khai nhập cảnh phải dành riêng cho từng cá nhân, trong khi những nơi khác có thể yêu cầu thẻ cho gia đình, và một vài nơi chỉ yêu cầu thẻ khai nhập cảnh cho những người không phải công dân nước đó.
Một vài quốc gia như Singapore và Thái Lan đính kèm thẻ khai khởi hành vào thẻ khai nhập cảnh và được lưu giữ trong hộ chiếu cho đến khi họ rời đi. Thẻ khai nhập cảnh có thể bao gồm tờ khai báo hải quan, trong khi một vài quốc gia yêu cầu hành khách đến khai báo riêng biệt.
Malaysia không yêu cầu thẻ khai nhập cảnh và thẻ khai khởi hành. Thủ tục khai thông tin trong thẻ khai nhập cảnh không được yêu cầu bởi chính quyền Hoa Kỳ sau sự ra đời của hệ thống ghi sinh trắc học của Cục Hải quan và Biên phòng Hoa Kỳ. Tại bang Hawaii Hoa Kỳ yêu cầu tất cả hành khác, kể cả chuyến bay nội địa, vẫn phải điền vào thẻ để gửi đến Bộ Nông nghiệp của tiểu bang.
Một số yêu cầu để khai thẻ nhập cảnh thường yêu cầu kèm theo hộ chiếu hoặc tài liệu du lịch, để có được thị thực, và đôi khi cần phải hoàn tất khai báo hải quan.

## Thông tin trên thẻ
Các thông tin được yêu cầu tùy theo quốc gia. Những thông tin chính yêu cầu trên tờ khai nhập cảnh bao gồm:
- Họ tên
- Quốc tịch
- Ngày sinh
- Số hộ chiếu, nơi cấp và có giá đị đến ngày
- Số chuyến bay hoặc tên hãng hàng không, loại tàu
- Mục đích chuyến đi: nghỉ dưỡng, giáo dục/du học, thăm thân nhân/gia đình, công tác, ngoại giao
- Thời gian ở lại
- Địa điểm (điểm dừng của chặn kế)
- Địa chỉ tại quốc gia đó
- Thông tin món đồ mang đến quốc gia đó có liên quan đến cục hải quan và kiểm dịch